# 和気清麻呂 (小惑星)
和気清麻呂（わけのきよまろ、7627 Wakenokiyomaro）は小惑星帯に位置する小惑星。香西洋樹と古川麒一郎が東京天文台木曽観測所で発見した。
奈良時代末期から平安時代初期の備前国藤野郡（現在の岡山県和気郡和気町）出身の役人、和気清麻呂から命名された。